# تدلو (كامبريدجشير)
تدلو (بالإنجليزية: Tadlow)‏ هي قرية و أبرشية مدنية تقع في المملكة المتحدة في إنجلترا. يقدر عدد سكانها بـ 181 نسمة .